# Popoli (czasopismo)
Popoli (wł. ludy) − włoski miesięcznik katolicki wydawany przez jezuitów.
Początkowo czasopismo miało za cel informowanie włoskiej opinii publicznej o działalności włoskich misjonarzy jezuickich w świecie. Dzisiaj zajmuje się szeroko pojętym głoszeniem Ewangelii w świecie, ewangelizacją, inkulturacją, promocją sprawiedliwości, problematyką styku kultur, globalizacją. Dostępna jest wersja papierowa periodyku oraz wersja online w sieci.